# Tim Lobinger
Tim Lobinger (Rheinbach, Renânia do Norte-Vestfália, 3 de setembro de 1972 - 16 de fevereiro de 2023) foi um atleta alemão, especialista no salto com vara. Foi campeão do Mundo e da Europa em pista coberta e é um dos quinze atletas que, ao ar livre, conseguiram até hoje, passar a barreira dos 6 metros.

## Carreira
Iniciou a sua carreira international nos Campeonato Europeu de juniores de 1991, em Salónica, classificando-se em terceiro lugar no concurso com um salto de 5.20 m. Autor de um recorde pessoal de 5.91 m em 1996, classifica-se na sétima posição da final dos Jogos Olímpicos de Atlanta com a marca de 5.80 m.
Em 1997 transpõe, pela primeira vez, a fasquia de 6,00 m, durante o meeting de Colónia e termina em terceiro lugar a Final do Grand Prix IAAF disputada em Fukuoka no final da época. No início da temporada de 1998, Lobinger recebe a medalha de ouro nos Campeonatos da Europa em Pista Coberta de Valência com 5,80 m.
No dia 30 junho de 1999, aquando do meeting de Oslo, Lobinger iguala o seu recorde pessoal conseguindo pela segunda vez a proeza de saltar acima de seis metros. Porém, não voltaria a confirmar esta marca, nem nos Campeonatos Mundiais de Sevillha (6º com 5,70 m), nem nos Jogos Olímpicos de 2000 onde acabaria por ser o 13º e último da final com apenas 5,50 m.
Em 2002, obtém o seu segundo título europeu em pista coberta, impondo-se em Viena com um resultado de 5,75 m. Depois de fazer 5,90 m em Atenas (melhor marca mundial do ano em igualdade com o norte-americano Jeff Hartwig), alcança a medalha de prata nos Campeonatos da Europa de Munique. No ano seguinte, Tim Lobinger vence os Campeonatos Mundiais Indoor de Birmingham com um salto de 5,80 m, alcançando assim o primeiro título mundial da sua carreira. 
As restantes presenças em Jogos Olímpicos e Campeonatos Mundiais saldam-se por fracassos, mas o atleta alemão continua a sua carreira com presenças regulares nas mais diversas competições internacionais. A nível interno, foi oito vezes campeão alemão de salto com vara.  

### Morte
Lobinger morreu de câncer em 16 de fevereiro de 2023, aos 50 anos. Lobinger foi diagnosticado pela primeira vez com leucemia em março de 2017 e, recentemente, um novo tipo de terapia não teve sucesso.